# مهرجان أحيدوس
تنظم وزارة الثقافة المغربية بتعاون وتنسيق مع الجماعة القروية بعين اللوح وجمعية تيمات لفنون الأطلس في صيف كل سنة المهرجان الوطني لأحيدوس.
تشارك في هذا المهرجان مجموعة من الفرق تنتمي إلى أقاليم (ايفران – خنيفرة – الحاجب – مكناس – بني ملال – الخميسات – صفرو – تازة – بولمان) ويرتقب أن تتطور المشاركة بإضافة أقاليم وجهات أخرى. ويعتبر هذا المهرجان من التظاهرة الثقافية والفنية الكبرى التي عرفت نجاحا كبيرا على الصعيد الوطني، حيث يفوق جمهوره السنوي قرابة أربعون ألف زائر ومتفرج.
يهدف المهرجان إلى العناية بالموروث الشفهي الوطني المغربي خاصة الأمازيغي منه، والعناية بفن أحيدوس والحفاظ عليه. والاهتمام بالفرق والمجموعات والجمعيات المهتمة بفن أحيدوس وتشجيعها وتحفيزها وحثها على العطاء والاستمرار. بالإضافة إلى التعريف بهذا الفن وتقريبه من الجماهير وتحبيبه إلى الأجيال الصاعدة وتشجيع مجالات البحث والدراسة في مجالاته المتعددة والمتشعبة.

## نبذة عن فن أحيدوس
ظهر هذا الفن الغنائي الجماعي والاستعراضي الأمازيغي في منطقة الأطلس المتوسط منذ عصور خلت. وهو الفن الذي ارتبط منذ بزوغه في الوسط الطبيعي والجغرافي لإنسان الأطلس المتوسط حيث، الغابات والمياه والأغراس والجبال والمنتجعات الغنية بالخضرة والمنابع.
وكان هذا الفن الذي ظهر أول ما ظهر في شكله الدائري قوامه النساء والرجال على حد سواء وفي شكله النصف دائري، تعبيرا عن الأفراح والمسرات والفرحات الجماعية التي تواكب إحياء الإنسان لحياته الجبلية والزراعية في سهول وتخوم الأطلس المتوسط.
ويعرف أحيدوس عادة بالرقصات والتعابير الجسدية الجماعية التي نجدها في بعض الأحيان حتى في المناطق التي لا تتكلم ساكنتها الأمازيغية، إلا أن الباحثين والمهتمين والدارسين يجمعون على أن موطنه الأصلي هو الأطلس المتوسط, المجال الطبيعي والجغرافي الذي تكتمل فيه العناصر المكونة له من شعر وغناء ورقص وإيقاع.
يعتبر البندير (أو الدف) «تالونت» الآلة أو الأداة الموسيقية الوحيدة المستعملة في الإيقاع وترافقه بالدق على الأكف أصوات نسائية ورجالية في شكل دائري متماسك قوامه الأكتاف تارة والأيدي تارة أخرى ويصمم لرقصاته وأداءاته رئيس الفرقة أو المقدم في لوحات متناسقة موسيقيا وحركيا.
تستقى أشعار أحيدوس وكلماته من الحياة اليومية التي يحياها ويعيشها الإنسان الأطلسي وتتعدى هذا المجال الجغرافي في بعض الأحيان لتشمل بعض الأحداث الوطنية والجهوية والدولية.
يبلغ عدد الفرق المنخرطة في هذا الفن بالمملكة المغربية إلى ما يفوق 80 فرقة يشكل فيه العنصر الشاب العمود الفقري.